# Louis Néel
Pour les articles homonymes, voir Néel.
Louis Eugène Félix Néel, né le 22 novembre 1904 à Lyon et mort le 17 novembre 2000 à Brive-la-Gaillarde, est un physicien français. Il s'intéresse aux propriétés magnétiques de la matière à partir de 1928. Il est notamment à l'origine des découvertes de l'antiferromagnétisme et du ferrimagnétisme pour lesquelles il sera lauréat du prix Nobel de physique de 1970. En 1940,  à l'entrée en guerre de la France contre l'Allemagne,  il conduit des travaux pour protéger les navires contre les mines magnétiques, ce qui permet de sauver la vie de centaines de personnes.
Louis Néel est aussi un acteur majeur dans la création à Grenoble d'un des plus grands centres scientifiques français, la presqu'ile scientifique, où il implante notamment son laboratoire, crée un centre d'études nucléaires (CENG),  affilié au CEA et un premier laboratoire européen de recherche, l'Institut Laue Langevin. (ILL). D'autres suivront. 

## Avant la guerre: Jeunesse et premiers travaux

### Jeunesse et formation
Louis Néel nait le 22 novembre 1904 à Lyon. Il entre en classe préparatoire au lycée du Parc, puis au lycée Saint Louis à Paris. Il intègre l’École normale supérieure en 1924, d'où il sort major de sa promotion d'agrégation en 1928. Il prépare alors une thèse à Strasbourg sous la direction de Pierre Weiss. Elle porte sur les propriétés magnétiques du fer à haute températures. 

### L'antiferromagnétisme
C’est au début du XXe siècle que l’étude des matériaux magnétiques commence sérieusement. Les scientifiques établissent à cette époque trois catégories principales de matériaux : les diamagnétiques, sans propriétés magnétiques particulières, les paramagnétiques et les ferromagnétiques. Les paramagnétiques suivent la loi de Curie-Weiss (l’inverse de la susceptibilité varie linéairement en fonction de la température). En revanche les ferromagnétiques ne la suivent qu’à partir d’une température bien supérieure à leur température de Curie (plus d’une centaine de degré). Néanmoins, certains matériaux ne peuvent être décrits ni comme paramagnétiques, sans moment global en champ nul, y compris à très basses températures, ni comme ferromagnétique qui peuvent en présenter en l'absence de champ magnétique extérieur appliqué. Il s'agit des matériaux antiferromagnétiques qui se distinguent, à basses températures des matériaux ferromagnétiques où tous les moments magnétiques atomiques sont alignés, conduisant à une aimantation globale, par le fait que ces moments atomiques, non plus parallèles mais antiparallèles entre eux, s'annulent alors deux à deux. Une découverte datée de 1936. A la température de désordre magnétique des ferromagnétiques, dite température de Curie, sera alors associée la température de Néel des antiferromagnétiques, des températures auxquelles l'ordre magnétique à longue distance, ferromagnétique comme antiferromagnétiques,  disparait.

## Contribution durant la guerre
À l'entrée en guerre, le 3 septembre 1939, Louis Néel est mobilisé, et rejoint Clermont-Ferrand. Il est affecté au CNRS sur une mission portant sur la mobilisation des universités françaises à l'effort de guerre, ce qui l'engagera, personnellement à des activités dans le cadre du Centre de recherches de la Marine du 1er Janvier 1940 au 2 août 1940. 
Il avait auparavant, le 21 octobre 1939, récupéré  le matériel lourd et précieux laissé dans le laboratoire à Strasbourg pour l’éloigner de la ligne de front. Il décide donc, avec l’aide de Charles Sadron, un de ses collègues de la Faculté de Strasbourg et futur membre de la Résistance, d’effectuer un transfert de trois wagons de matériels lourd vers Meudon.
Les activités de Louis Néel au Centre de recherches de la Marine le conduisent à s'engager dans des travaux destinés à protéger les navires français des mines magnétiques déposées en mer par les Allemands. Du 15 janvier au 6 août 1940, Louis Néel réalise en un temps record un procédé de neutralisation des mines magnétiques. Celui-ci repose sur la désaimantation de la coque des navires par compensation des deux termes de la loi de Rayleigh. Pour cela, il fait placer en cale des navires une imposante bobine dont le champ magnétique produit va annuler celui de la coque. 640 navires furent - sous sa direction - équipés de ce procédé dans les rades de Toulon, Cherbourg, Le Havre, Dunkerque et Brest, et un seul d'entre eux  fut détruit par des mines magnétiques;
Le Centre de recherches de la Marine est dissous le 1er octobre 1940.  il décide de s'installer en zone non occupée en attendant de pouvoir rejoindre Strasbourg. Conseillé par Félix Esclangon, professeur à l'Institut polytechnique de Grenoble, et qui avait travaillé à ses côtés au Centre de recherches de la Marine,  il décide de s'installer à Grenoble, choisissant cette ville pour son milieu industriel et la disponibilité d'un laboratoire à l'institut Fourier. Il  des collaborateurs et notamment Louis Weil,  son assistant à Strasbourg,  Noël Felici. un spécialiste d'électrostatique, et Félix Bertaut, un cristallographe. Sa première demande de crédit destinée à permettre à Noël Felici d'engager ses travaux portent sur la fabrication par évaporation de couches magnétiques très minces, ainsi que la mise au point d’un hystérésigraphe et d’une sonde thermoélectrique fixée à un microscope pour l’étude des hétérogénéités de surface. Les premiers travaux conduits par Louis Weil e s'inscrivent dans la recherche d'une solution pour fabriquer des aimants avec d'autres matériaux que le cobalt et le nickel. En effet, ce sont des matériaux rares, et donc coûteux. De plus, la méthode de production des aimants à base de cobalt est également extrêmement coûteuse. Louis Néel a donc imaginé que, si les grains de fer ont une taille inférieure à l'épaisseur des parois qui délimitent les domaines élémentaires d'aimantation dans les ferromagnétiques, alors ces grains auront une aimantation spontanée uniforme. Un premier brevet sur les aimants en poudre frittée est déposé en 1942 avec Louis Weil. Leurs fabrication à base de fer, matériau commun et bon marché, permet une production beaucoup plus importante et à bas coût. Pour développer la production des aimants, il établit un partenariat avec les aciéries d'Ugine, en récupérant les chutes de métal de l'usine ARaymond, fabricant de boutons pressions. Ils arrivent ainsi à obtenir de la matière première à bas coût. Cette fabrication était dédiée en particulier à la réalisation de dynamos pour l'éclairage des vélos. C'est de cette façon que la recherche a contribué à développer le poids industriel de Grenoble.
À partir de mars 1943, Grenoble occupé subit des bombardements et des tensions entre les forces allemandes et celles de la Résistance. Malgré ce contexte difficile, les résultats du laboratoire ne sont pas négligeables, comptabilisant ainsi 40 publications et brevets, dont des articles fondamentaux sur l'interprétation de la loi de Rayleigh, une nouvelle interprétation du champ coercitif des aciers, et l’énoncé des lois de décomposition d’un cristal ferromagnétique en domaines élémentaires. 

## Après la guerre: Recherche et développement du pôle scientifique de Grenoble
À la fin de la guerre en 1945, Louis Néel s'installe définitivement à Grenoble où il souhaite créer un centre scientifique capable de rivaliser avec les universités parisiennes. Cette décision repose aussi sur le fait qu'il y a à Grenoble des locaux vastes et disponibles (en particulier ceux de l'Institut Fourrier) mis à sa disposition, à son arrivée à Grenoble, en 1940,  par le doyen de la faculté des sciences René Gosse. De plus, Grenoble offre un milieu industriel favorable à la coopération avec le milieu universitaire favorisant ainsi une approche pluridisciplinaire. Il parvient la même année à créer à Grenoble une chaire universitaire de physique appliquée ainsi que trois maitrises de conférence en électrotechnique, métallurgie physique et magnétique et mécanique. Louis Néel devient alors professeur à la Faculté des Sciences de Grenoble. il nomme aux différents postes créés des chercheurs confirmés comme Maurice Fallot, Louis Weil, Noël Felici, ou Erwin Lewy qui ont participé à l'essor de Grenoble comme pôle scientifique et universitaire.
Le 1er janvier 1946, est signé un contrat entre le CNRS et l'université de Grenoble, notamment dû à l’intérêt du directeur du CNRS pour les génératrices électrostatiques de Felici. Louis Néel crée alors le Laboratoire d'électrostatique et de physique du métal (LEPM), dont il devient le directeur et ce jusqu'en 1970. Le LEPM est le premier laboratoire propre du CNRS en province. Son Comité de direction est mixte et contient autant de professeurs d'université que de délégués du CNRS. À sa création, le laboratoire compte trois sections ; une dédiée à l'électrostatique, une à la physique du métal et une dernière dédiée au magnétisme. À partir de 1946, les équipes de Louis Néel s'agrandissent notamment avec l'arrivée de jeunes chercheurs comme René Pauthenet, Louis Lliboutry, Jean-Claude Barbier et Pierre Brissonneau, puis de chercheurs reconnus comme Michel Soutif qui arrive à Grenoble en 1953-1954. Ces chercheurs ont contribué à l'introduction des techniques de résonance et de l'enseignement de la mécanique quantique à Grenoble.

### Principaux axes de recherche
Durant ces premières années à Grenoble, Louis Néel se concentre sur de nouveaux axes de recherche et met notamment en évidence les champs démagnétisants appelés aussi "champs de dispersion". Ceux-ci permettent notamment d'expliquer la décomposition en domaines magnétiques ou encore les champs coercitifs. Il s’intéresse aussi aux effets de magnétostriction notamment mis en jeu dans les matériaux doux tels que la coque des navires. Néel étudie également les parois magnétiques et en découvre un nouveau type, nommée en son honneur paroi de Néel.
Les principaux travaux de Néel, qui sont aussi les plus connus, concernent les mécanismes d'anisotropie de surface et les propriétés de couplage ferro et antiferromagnétiques. Ces effets trouvent notamment des applications dans l'enregistrement magnétique ou les aimants permanents frittés. La théorie de l'antiferromagnétisme est généralisée en 1947. Cependant, cette théorie ne permet pas d'expliquer toutes les propriétés magnétiques des ferrites ; celles-ci sont expliquées par une autre théorie postulée par Néel : le ferrimagnétisme. Les ferrimagnetiques sont des matériaux dans lesquels les moments magnétiques sont antiparallèles. Un exemple de matériau ferrimagnétique est les grenats de terre rare évoqués par René Pauthenet en 1956. Ces matériaux sont utilisés entre autres dans les aimants permanents ainsi que dans l'électronique à haute fréquence.

### Création de laboratoires
À la même époque, le LEPM se scinde en quatre laboratoires indépendants ; un d’électrostatique dirigé par N. Félici, le laboratoire des Lames Minces dirigé par B. Chakraverty, celui de Cristallographie dirigé par E. Bertaut et le laboratoire de Magnétisme dirigé par Louis Néel. Louis Néel dirigera le laboratoire de Magnétisme jusqu'en 1976, date à laquelle il prend sa retraite.
Louis Néel poursuit son œuvre de bâtisseur et crée d'autres laboratoires à Grenoble tout au long de sa carrière. Il crée en effet en 1949 le Laboratoire de Magnétisme du Navire (LMN) sous la demande et impulsion de l'armée afin d'aider les constructions navales. Il dirigera le LMN jusqu'en 1956, date à laquelle son élève Pierre Brissonneau prendra sa succession. Ce laboratoire a pour mission d'effectuer des maquettes des navires à traiter et de les placer dans des champs magnétiques afin de déterminer la meilleure manière de les traiter. À partir de 1950, tous les navires de la flotte française seront étudiés et traités selon la méthode mise en place par le laboratoire. Ce savoir faire bénéficiera aussi aux "alliés" de la France comme la Belgique et la RFA.
Louis Néel crée aussi en 1956 le Centre d’études nucléaires de Grenoble (CEN-G), dont il devient le président, avec le soutien de Francis Perrin. Ce centre est la conséquence de la délocalisation d'une partie des activités du CEA (Commissariat à l'Énergie Atomique) situé à Paris. Ce laboratoire a été créé grâce à la volonté de Néel d'avoir une filière nucléaire pour l'alimentation électrique de la ville. Il est de plus convaincu de la nécessité de former des ingénieurs capables de maitriser les techniques nucléaires. Pour cela, il faut que les élèves de la filière Génie Atomique, dirigée par Michel Soutif et créée à la même époque au sein de l'Institut Polytechnique de Grenoble (IPG), puissent avoir accès à un réacteur. À sa création, les activités du CEN-G sont regroupées autour de la pile Mélusine et de plusieurs accélérateurs. Dans les années qui suivent, le CEN-G se développe rapidement notamment avec la création d'unités mixtes université-CEA Grenoble. Cette extension conduit à la construction d'un deuxième réacteur et l'effectif est multiplié par 10.
L'extension des activités de recherches se poursuit avec la création du Service National des Champs Intenses (SNCI) par Louis Néel et René Pauthenet à la fin des années 1950. C'est au sein de ce laboratoire que sera découvert l'Effet Hall quantique qui vaudra le prix Nobel de physique au physicien allemand Klaus von Klitzing en 1985.
L'influence de Louis Néel permet le développement de la recherche à l'interface de différentes disciplines scientifiques ; la physique, la chimie, la biologie, l'information et la communication. De plus, les progrès réalisés dans les techniques neutroniques aboutissent en 1967 à la création de l'Institut Laue-Langevin (ILL). Cet institut comprend un réacteur à haut flux permet l'exploitation d'une source de neutrons très intense. Cela permet aux scientifiques d'étudier la matière de manière non destructive.
La dernière grande contribution de Louis Néel à l’expansion de la recherche à Grenoble est certainement la création de l'European Synchrotron Radiation Facility (ESRF). Son influence a, en effet, été déterminante dans la construction de cet outil, permettant la production de faisceaux de rayons X durs. L'ESRF permet, lui aussi, l'étude de la matière et en particulier ses propriétés et son organisation. Il est utilisé dans divers domaines tels que la biologie, la médecine, la chimie, le magnétisme, les hautes pressions et les sciences des matériaux.

## Mandats scientifiques
De 1950 à 1976, Louis Néel cumule les mandats scientifiques : directeur et président de l’Institut polytechnique de Grenoble, directeur du Centre d’études nucléaires de Grenoble, membre du Comité consultatif des Universités, membre du directoire, puis du conseil d’administration du CNRS, membre du Conseil de l’enseignement supérieur, président de la Commission de physique du CNRS, électronique, électricité et magnétisme, et représentant de la France au Comité scientifique de l’OTAN.
Il a soutenu le développement à Grenoble des mathématiques appliquées, mais en œuvrant pour l’implantation dans la ville de l’Institut Laue-Langevin et de l’European Synchrotron Radiation Facility, il est considéré comme l'instigateur du polygone scientifique. De nos jours, un parvis porte son nom devant le centre Minatec.
Il fut président de la Fondation Louis-de-Broglie de 1973 à 1991.

## Distinctions et récompenses
- Prix Hughes de l’Académie des sciences (1935)
- Prix Félix-Robin de la Société française de physique (1938)[3]
- Médaille André Blondel (1948)[4]
- Grand prix du conseil de l’association « Au service de la pensée française » (1949)
- Prix Holweck (1952)[3]
- Prix des trois physiciens (1963)
- Médaille d'or du CNRS (1965)[5]
- Prix Nobel de physique de 1970, prix qui lui sera décerné le 27 octobre[6],[7]
- Grande médaille d’or de l’Électronique (1971)
- Grande médaille d’or de la Société d’encouragement pour la recherche et l’invention (1973)

Son implication dans la défense nationale, notamment à travers la recherche sur la protection des navires de guerre par désaimantation contre les mines magnétiques, lui vaut plusieurs distinctions :
- Grand-croix de la Légion d'honneur (1974), grand officier (1966), commandeur (1958), officier (1951), chevalier pour services exceptionnels (1940)
- Croix de guerre 1939–1945, palme de bronze (1940)
- Commandeur de l'ordre des Palmes académiques (1957)
- Chevalier de l'ordre du Mérite social (1963)
- Grand-croix de l'ordre national du Mérite (1972)
- Amiral (de réserve) de la Marine Nationale
- Amiral à titre honorifique de la Royal Navy